# Amanal Petros
Amanal Petros (Assab, 17 maggio 1995) è un mezzofondista tedesco di origini Tigray, Etiopia.
In carriera vanta una medaglia d'argento nei 10 000 metri agli europei under 23 di Bydgoszcz 2017

## Biografia
Le radici di Amanal Petro sono nel Tigray, in Etiopia ed è nata nel porto di Assab, in Eritrea.  Quando aveva 2 anni, fuggì in Etiopia con sua madre a causa del conflitto al confine con l'Etiopia. Per via dell'instabilità politica parte per la Germania all'età di sedici anni, trovando poi dimora nella città di Bielefeld.
Inizialmente membro del club TSVE Bielefeld, nel 2016 sceglie di passare all'SV Brackwede, dove viene allenato da Thomas Heidbreder.
Nel giugno 2017 rappresenta la Germania agli europei a squadre di Lilla, dove finisce terzo nei 5000 m, dietro allo spagnolo Antonio Abadía e al britannico Nick Goolab.
Il 13 luglio 2017 conquista la medaglia d'argento nei 10000 m agli europei under 23 di Bydgoszcz con una prestazione da 29'34"94, piazzandosi tra il vincitore Carlos Mayo (29'28"06) e il terzo classificato Emmanuel Roudolff-Lévisse (29'42"85).
Abituale frequentatore durante la stagione invernale del Kenya ad Iten, dal 2021 è entrato a far parte del gruppo di maratoneti seguito da Renato Canova.  Allenandosi con tale gruppo, seppure avendo alcune sessioni di allenamento personalizzate, ha nettamente migliorato le proprie prestazioni in Maratona, stabilendo il record nazionale a Berlino (2023) con 2:04:58.
Il 9 giugno 2024 è bronzo agli Europei di Roma, tagliando il traguardo da terzo (1h01'07") dietro agli italiani Crippa (1h01'03") e Pietro Riva (1h01'04").

## Palmarès
| Anno | Manifestazione   | Sede      | Evento         | Risultato | Prestazione | Note                                     |
| ---- | ---------------- | --------- | -------------- | --------- | ----------- | ---------------------------------------- |
| 2017 | Europei under 23 | Bydgoszcz | 10000 m piani  | Argento   | 29'34"94    |                                          |
| 2018 | Europei          | Berlino   | 10000 m piani  | 16º       | 29'01"19    |                                          |
| 2021 | Giochi olimpici  | Tokyo     | Maratona       | 30º       | 2h16'33"    | Miglior prestazione personale stagionale |
| 2022 | Europei          | Monaco    | Maratona       | 4º        | 2h10'39"    | Miglior prestazione personale stagionale |
| 2024 | Europei          | Roma      | Mezza maratona | Bronzo    | 1h01'07"    |                                          |
| 2024 | Europei          | Roma      | A squadre      | Bronzo    | 3h05'33"    |                                          |
| 2024 | Giochi olimpici  | Parigi    | Maratona       | dnf       | dnf         |                                          |

## Campionati nazionali
2015
- Bronzo ai campionati tedeschi, 5000 m piani - 14'06"88

2016
- Argento ai campionati tedeschi, 10000 m piani - 29'35"47
- Bronzo ai campionati tedeschi, 5000 m piani - 13'58"10

2017
- Argento ai campionati tedeschi, 10000 m piani - 29'15"62

2018
- Bronzo ai campionati tedeschi, 5000 m piani - 14'16"96

2019
- Bronzo ai campionati tedeschi, 5000 m piani - 14'02"99

## Altre competizioni internazionali
2017
- Campionati europei a squadre di atletica leggera ( Villeneuve-d'Ascq)
- 17º all'ISTAF Berlin ( Berlino), 5000 m piani - 14'11"40

2019
- Argento ai Giochi Mondiali militari ( Wuhan), 10000 m piani - 28'44"30
- Argento ai Giochi Mondiali militari ( Wuhan), 5000 m piani - 14'09"16
- 19º alla Maratona di Valencia ( Valencia) - 2h10'29"

2020
- 16º alla Maratona di Valencia ( Valencia) - 2h07'18"

2021
- 11º alla Maratona di Valencia ( Valencia) - 2h06'49"
- 12º alla Mezza maratona di Valencia ( Valencia) - 1h00'09"

2022
- 23º alla Mezza maratona di Copenaghen ( Copenaghen) - 1h01'34"
- 15º alla Mezza maratona di Berlino ( Berlino) - 1h02'21"

2023
- 4º al Memorial Van Damme ( Bruxelles), 10000 m piani - 27'47"62
- 4º alla 10K Facsa Castellón ( Castellón) - 27'32"

2024
- Bronzo alla Mezza maratona di Lisbona ( Lisbona) - 1h00'56"

2025
- 8º alla Maratona di Londra ( Londra) - 2h06'30"
- 17º alla Mezza maratona di Barcellona ( Barcellona) - 1h01'51"